# Usechus chujoi
Usechus chujoi is een keversoort uit de familie somberkevers (Zopheridae). De wetenschappelijke naam van de soort werd in 1960 gepubliceerd door Kulzer.